# Иманалиев, Таалайбек Мурзабекович
Таалайбек Мурзабекович Иманалиев (род. 10 марта 1965, Фрунзе) — советский и киргизский математик и шахматист, мастер спорта СССР (1985), мастер ФИДЕ (1993).

## Биография

### Научная карьера
Сын академика М. И. Иманалиева.
В 1988 г. окончил Киргизский государственный университет. Доктор физико-математических наук. специалист в области дифференциальных уравнений и компьютерных математических пакетов. Автор более 50 научных работ. Диссертация на тему «Обоснование и развитие метода дополнительного аргумента для решения дифференциальных уравнений в частных производных» защищена в Бишкеке в 2000 г. Работал преподавателем кафедры дифференциальных уравнений, доцентом кафедры прикладной математики и информатики, начальником учебного отдела, профессором и заведующим кафедрой прикладной математики и информатики КГУ. С 2001 г. профессор факультета «Прикладная математика и информатика» Американского университета в Центральной Азии. Позже стал профессором кафедры высшей математики КРСУ им. Б. Н. Ельцина.

### Шахматная деятельность
Обратил на себя внимание во время чемпионата СССР среди юношей. Перед последним туром он в составе группы из трёх участников на пол-очка отставал от лидировавшего Я. Ю. Эльвеста и в случае победы в личной встрече обеспечивал себе дележ 1-го места. Однако партия закончилась в пользу эстонского шахматиста, обеспечившего себе единоличную победу в турнире, а Иманалиев откатился на 5—7 места.
«У него есть целый ряд ценных для шахматиста качеств — сила воли, выдержка, спокойствие. Да и возможности нанести тактический удар он, как правило, не пропускает» (Н. Р. Зильберман, тренер Иманалиева).
В составе сборной Киргизской ССР участник Спартакиад народов СССР 1979, 1983 и 1991 гг.
В составе сборной Кыргызстана участник четырёх шахматных олимпиад (1992, 1994, 1996 и 1998 гг.), командного чемпионата Азии 2003 г.
Участник зонального турнира 1993 г.
Участник ряда сильных по составу международных турниров, проходивших во Фрунзе в 1980-е гг.
Бронзовый призёр чемпионата Азии среди ветеранов 2021 г. (в категории 50+).

## Основные спортивные результаты
| Год  | Город    | Соревнование                                                               | + | − | = | Результат | Место |
| ---- | -------- | -------------------------------------------------------------------------- | - | - | - | --------- | ----- |
| 1979 | Москва   | VII Спартакиада народов СССР (сборная Киргизской ССР, 7-я доска)           | 0 | 5 | 0 | 0 из 5    |       |
| 1980 | Душанбе  | Юношеский чемпионат СССР                                                   |   |   |   | 6 из 9    | 5—7   |
|      | Сочи     | Всесоюзный отборочный юношеский турнир                                     | 3 | 8 | 2 | 4 из 13   | 14    |
| 1983 | Фрунзе   | Международный турнир                                                       | 2 | 5 | 8 | 6 из 15   | 12—14 |
|      | Москва   | VIII Спартакиада народов СССР (сборная Киргизской ССР, 4-я доска)          |   |   |   |           |       |
| 1985 | Фрунзе   | Международный турнир                                                       | 3 | 6 | 5 | 5½ из 14  | 14    |
| 1987 | Фрунзе   | Международный турнир                                                       | 0 | 7 | 6 | 3 из 13   | 13—14 |
| 1989 | Фрунзе   | Международный турнир                                                       | 2 | 4 | 5 | 4½ из 11  | 10    |
|      | Фрунзе   | Турнир советских мастеров                                                  | 1 | 4 | 6 | 4 из 11   | 28—29 |
| 1991 | Азов     | X Спартакиада народов СССР (2-я группа; сборная Киргизской ССР, ?-я доска) | 1 | 3 | 5 | 3½ из 9   |       |
| 1992 | Манила   | XXX Олимпиада (сборная Киргизии, 4-я доска)                                | 3 | 3 | 3 | 4½ из 9   |       |
| 1993 | Бишкек   | Зональный турнир                                                           | 4 | 4 | 5 | 6½ из 13  | 8—9   |
| 1994 | Москва   | XXXI Олимпиада (сборная Киргизии, 3-я доска)                               | 4 | 5 | 3 | 5½ из 12  |       |
| 1996 | Ереван   | XXXII Олимпиада (сборная Киргизии, 2-й запасной)                           | 5 | 3 | 4 | 7 из 12   |       |
| 1998 | Элиста   | XXXIII Олимпиада (сборная Киргизии, 4-я доска)                             | 3 | 3 | 0 | 3 из 6    |       |
| 2003 | Джодхпур | Командный чемпионат Азии (сборная Киргизии, 3-я доска)                     |   |   |   |           |       |
| 2021 | Дамаск   | Чемпионат Азии среди ветеранов (50+)                                       |   |   |   |           | 3     |